# Гвидомандри Супериоре (Месина)
Гвидомандри Супериоре је насеље у Италији у округу Месина, региону Сицилија.
Према процени из 2011. у насељу је живело 233 становника. Насеље се налази на надморској висини од 97 м.